# Marble Hall (Hong Kong)
Marble Hall (雲石堂) est une demeure de style européen présente de 1901 à 1953 à Hong Kong au 1 Conduit Road (en) dans le quartier des Niveaux intermédiaires. Construite entre 1901 à 1904 par Paul Chater, cofondateur du promoteur immobilier Hongkong Land, elle lui sert de résidence privée jusqu'à sa mort en 1926. Les historiens la considèrent comme l'une des plus belles constructions jamais réalisées à Hong Kong.
Elle subit un incendie accidentel en 1946 et est démolie en 1953 pour faire place à des bâtiments gouvernementaux appelés « Chater Hall Flats ».

## Histoire
Paul Chater choisit un site surplombant Victoria, à environ 150 m au-dessus du niveau de la mer, et y fait bâtir une somptueuse résidence dessinée par Leigh & Orange (en) à partir de marbre extrait en Italie et en Grèce et taillé en Belgique, avec de grands jardins et une maison de gardien. Son extérieur est constitué de briques stuquées, et à l'intérieur se trouve un magnifique escalier en marbre italien en teck et acajou.
Le commandant C.H. Drage écrit un jour : « Il a une belle maison pleine de merveilleuses porcelaines qui nous a offert un excellent repas avec un vin délicieux. Sa collection de porcelaine est très connue et, bien que l'on dise qu'elle est en grande partie constituée de contrefaçons, ses pièces sont vraiment belles, mais l'ameublement du reste de la maison est d'un goût atroce. »
Chater meurt en 1926 et lègue Marble Hall et tout son contenu, y compris sa collection unique de porcelaine et de peintures, à la ville de Hong Kong. Sa femme y réside en tant que locataire à vie jusqu'à sa mort en 1935. La propriété est ensuite transférée au gouvernement. Elle est renommée « Maison de l'Amirauté » et devient la résidence officielle du commandant en chef de la marine, avant d'être réquisitionnée par les Japonais durant leur occupation.

### Après-guerre
Marble Hall est victime d'un incendie accidentel en 1946 et des bâtiments gouvernementaux occupent le site depuis sa démolition en 1953. Les résidences du gouvernement nommées « Chater Hall Flats » sont aujourd'hui situées sur le site de Marble Hall.
Il ne reste aujourd'hui que la maison du gardien, classée bâtiment historique de rang II par le conseil consultatif des antiquités,.

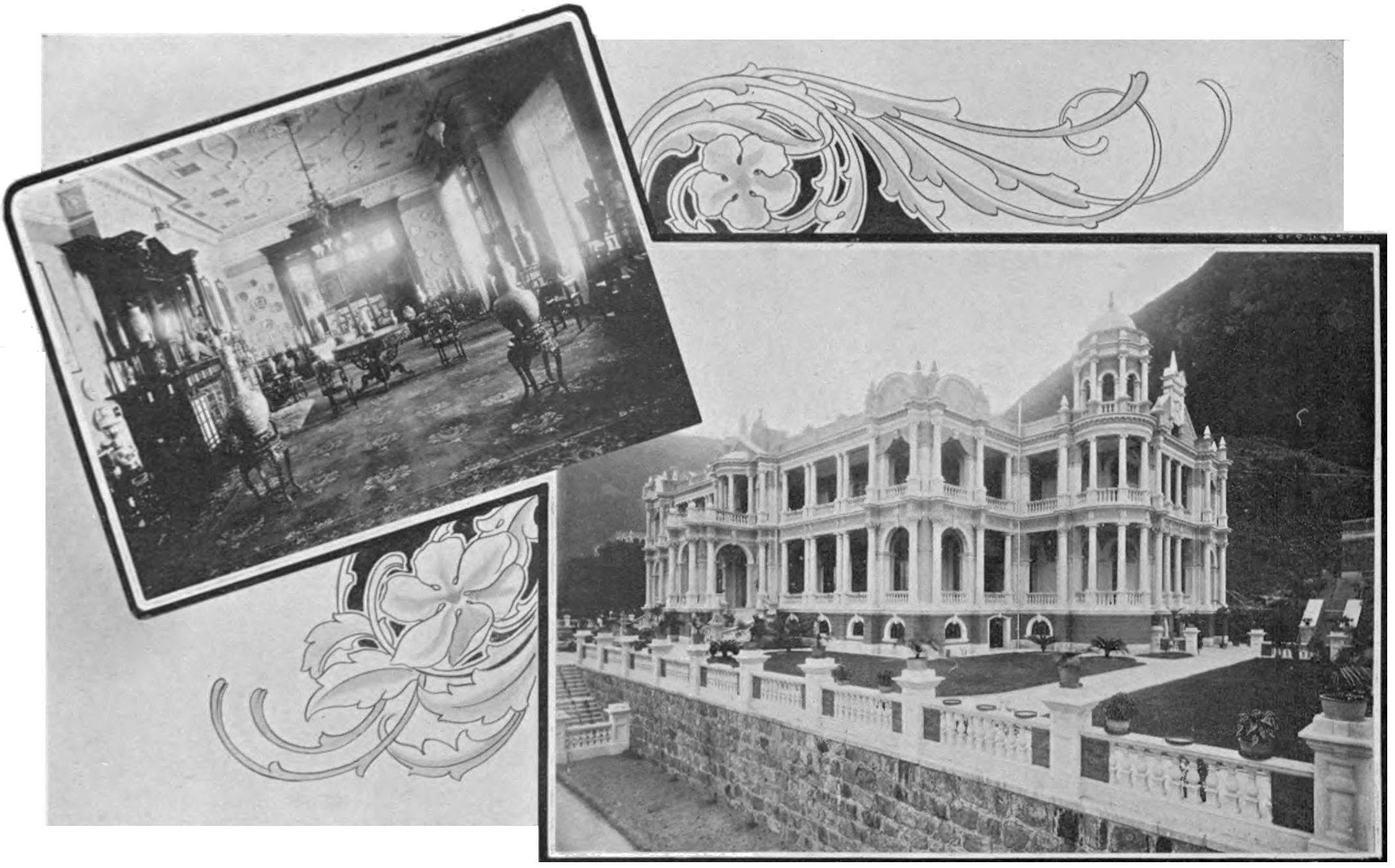
Photographies de Marble Hall dans un livre de 1908.
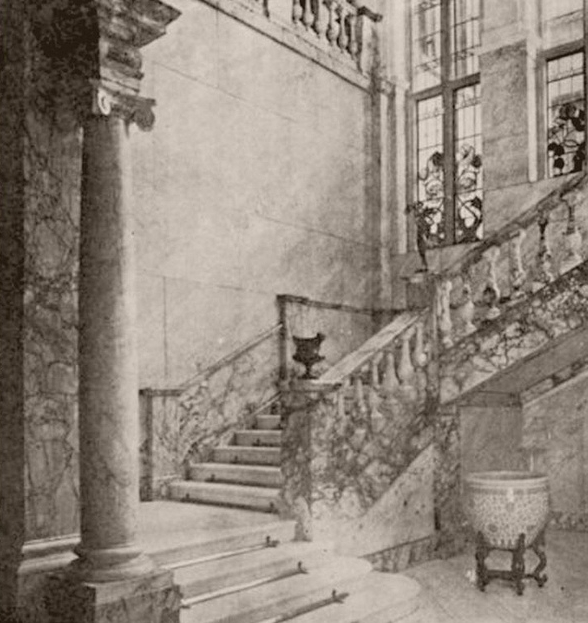
Escalier en marbre à l'intérieur de la propriété.
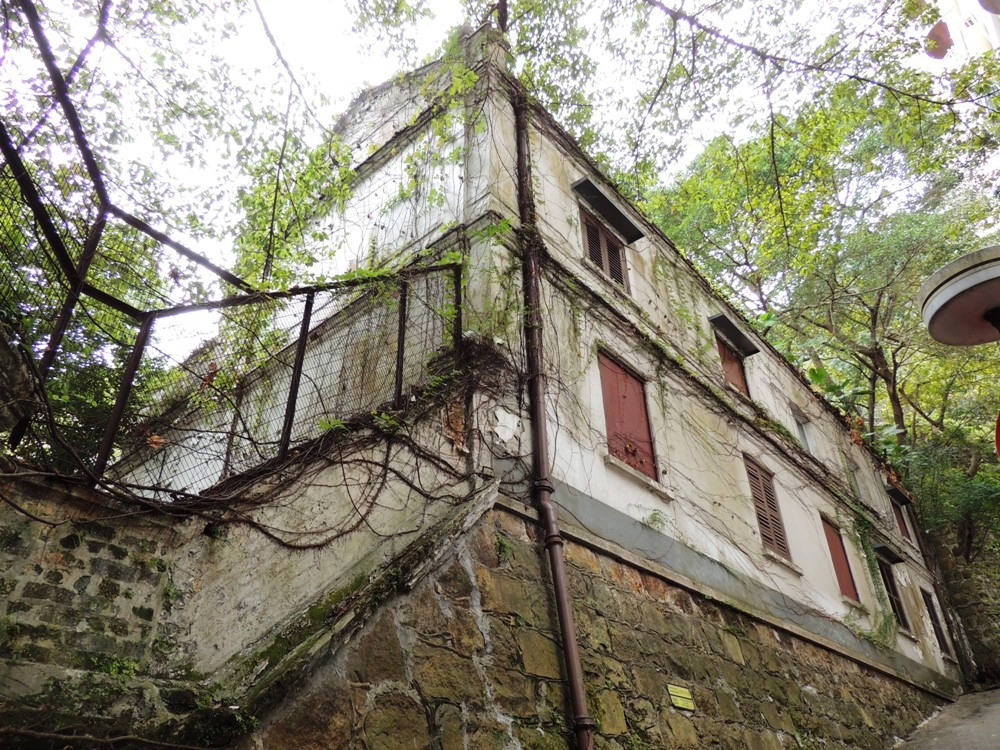
La maison du gardien encore existante aujourd'hui.
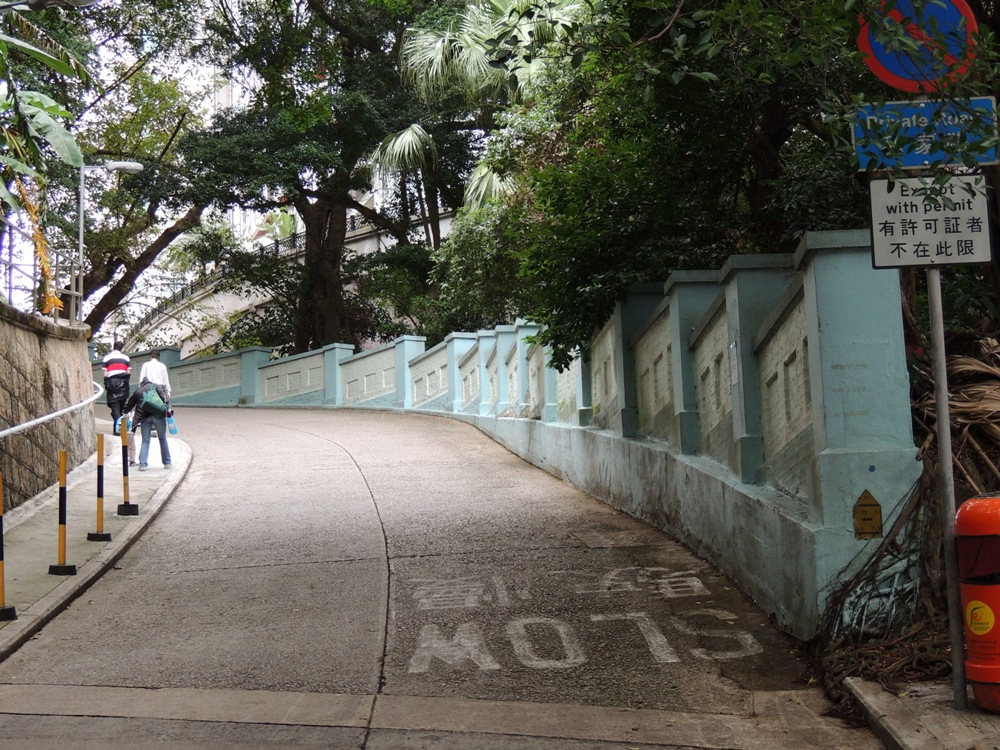
Mur d'enceinte de Marble Hall.